# Новенська сільська рада (Мелітопольський район)
| Новенська сільська рада — колишній орган місцевого самоврядування у Мелітопольському районі Запорізької області з адміністративним центром у с-щі Нове. Водоймища на території, підпорядкованій даній раді: р. Тащенак. Сільській раді підпорядковані населені пункти: - с-ще Нове - с. Данило-Іванівка - с-ще Зелене - с. Піщанське - с-ще Садове - с. Тащенак |

## Склад ради
Рада складається з 16 депутатів та голови.

### Керівний склад ради
| ПІБ                      | Основні відомості                                                    | Дата обрання | Дата звільнення |
| ------------------------ | -------------------------------------------------------------------- | ------------ | --------------- |
| Паршина Олена Миколаївна | Сільський голова, 1958 року народження, освіта, член народної партії | 26.03.2006   | 31.10.2010      |

Примітка: таблиця складена за даними джерела